# Người Campuchia gốc Hoa
Người Campuchia gốc Hoa(tiếng Khmer: ចិនកម្ពុជា, phát âm tiếng Khmer: [Chen kampouchea];giản thể: 柬埔寨华人; phồn thể: 柬埔寨華人; Hán-Việt: Giản Bộ Trại Hoa nhân; bính âm: Jiǎnpǔzhài huárén) là những công dân Campuchia có nguồn gốc Hoa. Từ "Khmer-Chen" trong tiếng Khmer được sử dụng để chỉ những người lai Khmer và Hoa hay người có quốc tịch Campuchia khi sinh nhưng có nguồn gốc Hoa; (Chen nghĩa là người Hoa trong tiếng Khmer). Trong thời kỳ cuối những năm 1960 và đầu những năm 1970, họ là dân tộc thiểu số lớn nhất tại Campuchia với con số ước tính khoảng 425.000 người. Tuy nhiên, đến năm 1984 chỉ còn khoảng 61.400 người Campuchia gốc Hoa còn ở lại. Việc này được cho là do hậu quả của chiến tranh, tình trạng kinh tế đình đốn, Khmer đỏ, và di cư.

## Kiểm soát kinh tế
Năm 1963, William Willmott, một nhà chuyên gia nghiên cứu về các cộng đồng Hoa Kiều đã ước tính là có khoảng 90% người Hoa tại Campuchia liên quan đến lĩnh vực thương mại. Ngày nay, ước tính khoảng 60% người Hoa tại các khu vực đô thị làm các công việc liên quan đến thương mại, và hầu hết người Hoa tại khu vực nông thôn là các thương nhân bán lẻ, chế biến thực phẩm (như lúa gạo), hay làm về lĩnh vực tín dụng. Những người Hoa tại tỉnh Kampot và nhiều nơi tại tỉnh Koh Kong trồng tiêu đen và các loại hoa quả (đặc biệt là chôm chôm, sầu riêng, và dừa). Ngoài ra một số người Hoa cũng là những ngư dân.
Hầu hết những người Campuchia gốc Hoa làm nghề tín dụng, vì thế họ đã nắm được quyền lợi kinh tế một cách đáng kể so với những người nông dân Khmer qua việc cho vay nặng lãi. Các nghiên cứu vào thập niên 1950 cho thấy những chủ hiệu người Hoa đã cho những người nông dân Campuchia vay với lãi suất 10-20% một tháng. Điều này giải thích lý do vì sao 75% nông dân Campuchia vẫn đang mắc nợ vào năm 1952, theo Cơ quan tín dụng Thuộc địa Australia. Dường như có rất ít sự khác biệt giữa người Hoa và người Hoa lai Khmer trong các ngành tín dụng và kinh doanh.

## Nhóm phương ngữ
Người Campuchia gốc Hoa được chia thành 5 nhóm ngôn ngữ chính, nhóm lớn nhất là Triều Châu (60%), tiếp theo là Quảng Đông (20%), Phúc Kiến (7%), hai nhóm Khách Gia và Hải Nam mỗi nhóm chiếm 4%. Những người thuộc cùng một nhóm thường cùng hướng tới một ngành nghề nhất định.

### Người Triều Châu
Người Triều Châu chiếm khoảng 90% người Campuchia gốc Hoa tại khu vực nông thôn, mở các cửa hàng tại các phum sóc, kiểm soát tín dụng nông thôn và dễ dàng thâu tóm ngành lúa gạo, bên cạnh việc trồng trọt rau quả. Trong khu vực thành thị họ thường tham gia vào các doanh nghiệp như xuất nhập khẩu, bán dược phẩm, cũng như bán rong trên đường phố. Hầu hết trong số họ hiện đang sống xung quanh các khu vực mà họ cho là khiến cho việc kinh doanh được thành công (theo luật phong thủy). Họ đang trở thành một cộng đồng người Hoa có triển vọng tại các thành phố lớn.

### Người Quảng Đông
Người Quảng Đông vốn là nhóm chiếm đa số trước khi người Triều Châu di cư đến vào cuối thập kỷ 1930, nhóm người này sống chủ yếu trong các thành phố. Thông thường, người Quảng Đông tham gia vào lĩnh vực giao thông vận tải và xây dựng, với hầu hết các ngành như cơ khí hay thợ mộc. Trong tiếng Khmer họ được gọi là "Chen-Catung". Ngoài các thành phố ra, tỉnh Kampong Cham cũng là nơi có cộng đồng người Quảng Đông.

### Người Hải Nam
Người Hải Nam bắt đầu cuộc sống tại Campuchia với nghề trồng tiêu ở tỉnh Kampot, hiện họ vẫn tiếp tục thống trị ngành kinh tế này. Nhiều người Hoa sau đó đã chuyển tới Phnôm Pênh. Trong cuối những năm 1960, có những tường trình cho biết cộng đồng này độc quyền trong các lĩnh vực khách sạn và nhà hàng. Họ cũng thường khai trương các cửa hàng cửa hàng may mặc và kim chỉ.

### Người Khách Gia
Tại Phnom Penh, những người Khách Gia mới di cư thường làm nghề nha sĩ dân gian, bán thuốc cổ truyền Trung Quốc, và làm thợ đóng giày. Người Khách Gia dường như là nhóm người Hoa đến muộn nhất và cũng là nhóm nhỏ nhất vì họ chủ yếu di cư trong thời kỳ Chiến tranh Trung-Nhật lần 2. Sau những năm đầu định cư tại Campuchia, người Khách Gia dần tập trung lại tại tỉnh Stung Treng ở đông bắc đất nước.

### Người Phúc Kiến
Cộng đồng Phúc Kiến tham gia vào ngành xuất nhập khẩu và ngân hàng, nhiều người Campuchia gốc Hoa giàu nhất thuộc cộng đồng Phúc Kiến. Họ là nhóm đầu tiên ở Campuchia và đã đến đây sớm nhất từ thời kỳ Đế quốc Khmer và sau đó là giai đoạn nhập cư lớn nhất vào thế kỷ XV, cộng đồng Quảng Đông đã thay thế họ để trở thành cộng đồng lớn nhất vào những năm 1860. Kampong Thom vẫn là trung tâm chính của cộng đồng Phúc Kiến, tiếp theo là Xiêm Riệp, Battambang và Kampong Chhnang.

## Lịch sử

### Lịch sử Trung cổ
Người Hoa hiện diện tại Campuchia từ thế kỷ XIII khi ngoại giao Trung Quốc Chu Đạt Quan đến thăm Campuchia. Trong thế kỷ XVI, người đi biển Bồ Đào Nha ghi nhận sự hiện diện của một vùng đất Trung Hoa tại Phnom Penh năm 1620. Người nhập cư Trung Quốc ban đầu hầu hết là đàn ông, và họ đã kết hôn với phụ nữ Khmer hoặc Chăm tại địa phương. Con cháu của họ nhanh chóng đồng hóa vào cộng đồng địa phương bằng cách tích hợp các hoạt động kinh tế và xã hội vào các xã hội nông nghiệp của người Campuchia cổ xưa. Một số con cháu là nam của người nhập cư Trung Quốc để những kiểu tóc của Trung Quốc. Hậu duệ của những người nhập cư Trung Quốc từ triều đại nhà Minh duy trì một kiểu búi tóc Trung Hoa cho đến thế kỷ thứ XVIII.

### Thời Pháp thuộc
Phân biệt theo nhóm phương ngữ cũng đã được người Pháp vận dụng để quản lý hành chính người Hoa tại Campuchia. Người Pháp mang theo một hệ thống do hoàng đế Gia Long (1802-1820) đặt ra để phân loại người Hoa địa phương theo khu vực xuất xứ và phương ngữ. Các nhóm này được gọi là bang (hoặc hội theo tiếng Pháp) và có những người đứng đầu của mình trong các vấn đề pháp luật, trật tự, và thu thuế.
Pháp cũng thực thi một chính sách tương tự tại Campuchia. Người đứng đầu bang, được gọi là ong bang, được bầu bằng phiếu phổ thông, ông ta có chức năng như một trung gian giữa các thành viên của bang và chính quyền. Những người Hoa không được chấp nhận là thành viên trong một bang đã bị các nhà chức trách Pháp trục xuất.

### Sau khi độc lập
Hệ thống quản lý cộng đồng Người Campuchia gốc Hoa của Pháp đã chấm dứt vào năm 1958. Trong những năm 1960, các vấn đề của cộng đồng người Hoa có xu hướng được tự chủ, ít nhất là tại Phnôm Pênh, do Ủy ban Bệnh viện người Hoa, một tổ chức được thiết lập để tài trợ và quản lý một bệnh viện thành lập trước đó cho cộng đồng người Hoa. Ủy ban này là sự kết hợp lớn nhất của thương nhân người Hoa ở trong nước, và theo quy định điều lệ thì tổ chức bao gồm trên mười lăm thành viên hội đồng quản trị. Trong đó, có sáu người từ nhóm Triều Châu, ba từ Quảng Đông, hai từ Phúc Kiến, hai từ Khách Gia, và hai từ Hải Nam. Hội đồng bệnh viện được thành lập với sự công nhận của lãnh đạo cộng đồng người Hoa ở Phnom Penh. Hội đồng nhà trường địa phương của người Hoa tại các thành phố và thị trấn nhỏ hơn thường được quản lý tương tự.
Năm 1971 chính phủ đã cho phép hình thành một cơ chế mới, Hiệp hội Liên minh của người Hoa tại Campuchia, tổ chức đầu tiên bao trọn các cư dân người Campuchia gốc Hoa. Theo quy chế của hiệp hội, liên minh được cho là để "hỗ trợ người Hoa trong các lĩnh vực xã hội, văn hóa, y tế cộng cộng và y tế nói chung", để quản lý tài sản thuộc sở hữu chung của cộng đồng người Hoa tại Phnom Penh và các nơi khác, và để thúc đẩy quan hệ hữu nghị giữa người Campuchia và người Hoa.
Lãnh đạo hiệp hội được dự kiến sẽ bao gồm các nhà lãnh đạo được công nhận của cộng đồng dân tộc Trung Hoa, Liên minh được cho là có khả năng tiếp tục xu hướng này, rõ ràng là kể từ đầu những năm 1960, họ đã vượt qua được lòng trung thành với các nhóm phương ngữ trong nhiều khía cạnh của xã hội, chính trị, và các chương trình kinh tế để phục vụ cho cả cộng đồng. Nói chung, quan hệ giữa người Hoa và dân tộc Khmer là tốt. Có một số hôn nhân hỗn chủng, và một tỷ lệ khá lớn dân cư Campuchia là người lai Hoa-Khmer, những người này đã đồng hóa dễ dàng vào một trong hai cộng đồng người Hoa hoặc cộng đồng người Khmer. Willmott giả định rằng có một tầng lớp người Hoa-Khmer ưu tú đã thống trị về thương mại tại Campuchia từ thời điểm độc lập cũng như trong thời kỳ của nước Cộng hòa Khmer.

### Dưới thời Khmer đỏ
Khmer Đỏ tiếp quản đất nước là thảm họa cho cộng đồng người Hoa vì nhiều lý do. Khi Khmer Đỏ chiếm một thị trấn, họ ngay lập tức phá hủy chợ địa phương. Theo Willmott, sự gián đoạn này hầu như đã loại bỏ các cửa hiệu bán lẻ và các thương nhân (gần như toàn bộ người Hoa) đã trở thành tầng lớp vô sản thành thị."
Đối với người Hoa, ngoài việc kế sinh nhai của họ bị xóa sổ, họ cũng phải chịu nhiều đau khổ vì tầng lớp của họ. Họ được giáo dục tốt và chủ yếu là các thương gia thành thị, và do đó họ là những người tiêu biểu bị Khmer Đỏ ghê tởm. Người Hoa tị nạn Trung Quốc đã nói rằng họ đã cùng phải chịu đựng những đối xử tàn bạo tại các đô thị của Campuchia dưới chế độ Khmer Đỏ.

### Dưới thời Cộng hòa Nhân dân Campuchia
Sau Chiến dịch phản công biên giới Tây Nam của quân đội Việt nam dẫn tới sự sụp đổ của Campuchia Dân chủ (Khmer đỏ), chính quyền Cộng hòa Nhân dân Campuchia thân Việt Nam đã bãi bỏ một số các quy tắc áp bức đối với người Hoa của chính quyền Khmer Đỏ. Báo chí tiếng Hoa đã được cho phép và lệnh cấm nói tiếng Hoa tại nhà đã được dỡ bỏ. Tuy nhiên, sự nghi kị người Hoa vẫn còn do Trung Quốc lúc đó đang hỗ trơ lực lượng Khmer Đỏ, bấy giờ đổi tên thành "Quân đội Quốc gia Campuchia Dân chủ "(NADK) để chống lại Cộng hòa Nhân dân Campuchia. Các nhà quan sát vào thời điểm đó tin rằng lập trường chống Trung Quốc kéo dài của chính phủ Cộng hòa Nhân dân Campuchia và của các quan chức của họ tại Phnôm Pênh đã làm khiến không thể chắc rằng một cộng đồng người Hoa với quy mô tương tự như trước thời Khmer Đỏ có thể lại nổi lên trong tương lai gần ở Campuchia.
Các điều kiện cho người dân tộc Hoa, đã cải thiện rất nhiều dưới thời Nhà nước Campuchia, đại diện chuyển tiếp của CHND Campuchia sau năm 1989. Các hạn chế được đặt ra dần dần biến mất. Nhà nước Campuchia cho phép người Hoa tiến hành các phong tục, tín ngưỡng truyền thống và các trường ngôn ngữ Trung Quốc đã được mở cửa trở lại. Năm 1991, hai năm sau khi ra đời Nhà nước Campuchia, Tết nguyên đán của người Hoa đã chính thức được tổ chức tại Campuchia lần đầu tiên kể từ năm 1975.

### Những năm gần đây
Hiện người Hoa đã lấy lại được vị trí của mình trong nền kinh tế Campuchia, các doanh nhân Hoa-Khmer được khuyến khích thiết lập lại các cơ sở kinh doanh trước đây của họ vốn đã bị chế độ Khmer Đỏ phá hủy. Nền kinh tế Campuchia hiện đại phụ thuộc nhiều vào những công ty của người Hoa-Khmer, những công ty này kiểm soát vốn của nền kinh tế Campuchia, và họ nhận được sự hỗ trợ của những nhà lập pháp có chút ít gốc gác Hoa.

## Người Campuchia gốc Hoa nổi tiếng
- Pol Pot - Lãnh đạo Khmer Đỏ[10][11]
- Ta Mok - Lãnh đạo Khmer Đỏ (Hoa-Khmer)[12]
- Ieng Sary - Lãnh đạo Khmer Đỏ[13][14]
- Khieu Samphan - Lãnh đạo Khmer Đỏ, đứng đầu nhà nước Campuchia Dân chủ[14][15]
- Nuon Chea (劉平坤) - Nhà tư tưởng của Khmer Đỏ[16][17][18]
- Khang Khek Ieu - Nguyên lãnh đạo Khmer Đỏ, đứng đầu nhà tù Tuol Sleng (S-21) tại Phnôm Pênh[19][20]
- Lon Nol - Tổng thống Cộng hòa Khmer (Hoa-Khmer)[21][22]
- Lon Non - Bộ trưởng Bộ Nội vụ Cộng hòa Khmer (Hoa-Khmer, em trai Lon Nol).
- Bun Rany - Đứng đầu Hội Chữ thập đỏ Campuchia, phu nhân của Thủ tướng Hun Sen[23]
- Sinn Sisamouth - "Vua" nhạc Khmer những năm 1960, 1970 (Khmer-Hoa-Lào)
- Cham Prasith - Bộ trưởng Thương mại Campuchia. Tên thật của ông trong tiếng Hoa được đọc là Aik Tik Yu.
- Sok An - phó thủ tướng Campuchia.
- Chea Sim - chủ tịch Đảng Nhân dân Campuchia.
- Chan Sy - thủ tướng Cộng hòa Nhân dân Campuchia từ năm 1981 đến 1984.
- Hun Sen